# テルキーネス
テルキーネス（古希: Τελχῖνες, Telchīnes）は、ギリシア神話に登場するロドス島の精たちである。半獣半人の姿をしている。冶金の術に通じ、クロノスの鎌を鋳造した。タラッサの子ら。
- ロドス島に来る前は、ポセイドーンの養育をしていた。
- デウカリオーンの大洪水の到来を予見し、ロドス島を棄てて、離散した。

## テルキーネスの構成員
- リュコス